# 迈凯伦MP4-18
迈凯伦MP4-18是阿德里安·纽维设计的一辆迈凯伦一级方程式赛车。原计划参加2003年世界一级方程式锦标赛，但因测试中的种种故障，实际上并没有参加任何赛事。

## 历史
迈凯伦车队在2002年世界一级方程式锦标赛中仅收获一场胜利，而同年的法拉利F2002赢下了15场比赛。这促使迈凯伦车队领队罗恩·丹尼斯决定开发一款更快的赛车。但因测试中的种种故障 ，MP4-18未能参加当年的赛事，转而由MP4-17改进型MP4-17D参赛。新车因不明原因多次碰撞，两次未通过国际汽联侧面碰撞测试，发动机冷却也出现严重问题，因为侧箱做得很窄。
2002年，迈凯伦车队请来了麦克·考夫兰（时任飞箭车队首席设计师）与阿德里安·纽维合作设计MP4-18，与此同时迈凯伦还升级了MP4-17以参加2003年的赛事前几站。
2003年9月30日，迈凯伦最后一次测试MP4-18，地点是英国银石赛道。亚历山大·伍尔兹跑出了1分22秒803的成绩，比鲁本斯·巴里切罗在2003年英国大奖赛的杆位成绩慢1.6秒。
由于MP4-18最终胎死腹中，迈凯伦最终决定发展MP4-19赛车。罗恩·丹尼斯宣布将在2003年底完成迈凯伦MP4-19的第一次测试。